# Organisk kemi
 Denne artikel bør gennemlæses af en person med fagkendskab for at sikre den faglige korrekthed.

Organisk kemi er den gren af kemi der beskæftiger sig med molekyler der indeholder kulstof (carbon), såkaldte organiske forbindelser. Denne gren af kemien kaldes organisk, fordi man tidligere troede, at de organiske stoffer kun kunne dannes af levende organismer og ikke syntetisk i et laboratorium.
Når der kan dannes så mange forskellige kemiske forbindelser med kulstof, skyldes det, at kulstofatomer kan danne op til fire stabile bindinger både med andre kulstofatomer og med andre grundstoffer som f.eks. oxygen, nitrogen, fosfor og brint. Det betyder, at der kan dannes millioner af molekyler med lange kæder og ringe af kulstofatomer og disse grundstoffer. Eksempler:
Kulstof kan danne flere typer af kovalente bindinger. Det er enkelt-, dobbelt- og tripelbindinger og den slags bindinger der findes i aromatiske ringe. For at kunne klassificere alle disse forbindelser er der lavet en systematisk navngivning under organisationen IUPAC. De systematiske navne kan hurtigt blive uoverskuelige, specielt for store molekyler og molekyler der indeholder mange forskellige funktionelle grupper, og suppleres typisk af en tegning som de viste. De viste er dog meget primitive og organiske forbindelser tegnes oftes som stregtegninger hvor der sidde et kulstofatom i hvert knæk på stregen:

## De to grene af organisk kemi
Organisk kemi inddeles i to forskellige grene alt efter hvordan kulstofskelettet er opbygget:
- Alifatisk organisk kemi omhandler forbindelser der ikke indeholder benzenringe
- Aromatisk organisk kemi omhandler forbindelser der indeholder benzenringe og benzen-lignende ringe

## Organiske stofklasser
- Alifatiske kulbrinter, alkan, alken, alkyn
- Aromatiske kulbrinter, benzen
- Carboxylsyre (fedtsyre
- Ester
- Aminosyre, amid
- Carbonylgruppe, aldehyd, keton
- Alkohol, phenol
- Æter
- Amin